# Provincia di Youssoufia
La provincia di Youssoufia è una provincia sotto divisione amministrativa della regione di Marrakech-Safi, istituita nel 2009, che ha come capoluogo Youssoufia.
I suoi principali siti turistici sono la riserva reale des Gazelles, il lago Zima, la regione Hmmer e la moschea e il mausoleo di Sidi Chiker.